# گروهبان
| درجه‌های ارتش ایران | درجه‌های ارتش ایران | درجه‌های ارتش ایران |
| نیروها             | نیروها             | نیروها             |
| زمینی و هوایی      | دریایی             |                    |
| ------------------ | ------------------ | ------------------ |
| ارتشبد             | دریابد             |                    |
| سپهبد              | دریاسالار          |                    |
| سرلشکر             | دریابان            |                    |
| سرتیپ              | دریادار            |                    |
| سرتیپ دوم          | دریادار دوم        |                    |
| سرهنگ              | ناخدا یکم          |                    |
| سرهنگ دوم          | ناخدا دوم          |                    |
| سرگرد              | ناخدا سوم          |                    |
| سروان              | ناوسروان           |                    |
| ستوان ۳، ۲ و ۱     | ناوبان ۳، ۲ و ۱    |                    |
| استوار ۲ و ۱       | ناواستوار ۲ و ۱    | ناواستوار ۲ و ۱    |
| گروهبان ۳، ۲ و ۱   | مهناوی ۳، ۲ و ۱    | مهناوی ۳، ۲ و ۱    |
| سرجوخه             | سرناوی             | سرناوی             |
| سرباز ۲ و ۱        | ناوی ۲ و ۱         | ناوی ۲ و ۱         |
| سرباز              | ناوی               | ناوی               |

گروهبان درجه‌ای درجه‌داری و سمتی در نیروهای مسلح ایران و بسیاری از کشورهای جهان است که پایین‌تر از درجهٔ استوار و بالاتر از درجهٔ سرجوخه جا می‌گیرد.
در ارتش به کسی گروهبان گفته می‌شود که فرمانده یک گروه باشد. گروه، نام از یگان‌های ارتشی است که معمولاً از ۸ تا ۱۲ نفر تشکیل شده‌است. هر گروه خود معمولاً از دو جوخه تشکیل می‌شود.
درجه گروهبان در نیروی زمینی برابر با درجه مهناوی در نیروی دریایی است.
در دوره پهلوی اول، این درجه را «وکیل‌باشی» می‌نامیدند.
درجهٔ گروهبانی سه مرحله دارد:
1. گروهبان یکم
2. گروهبان دوم
3. گروهبان سوم

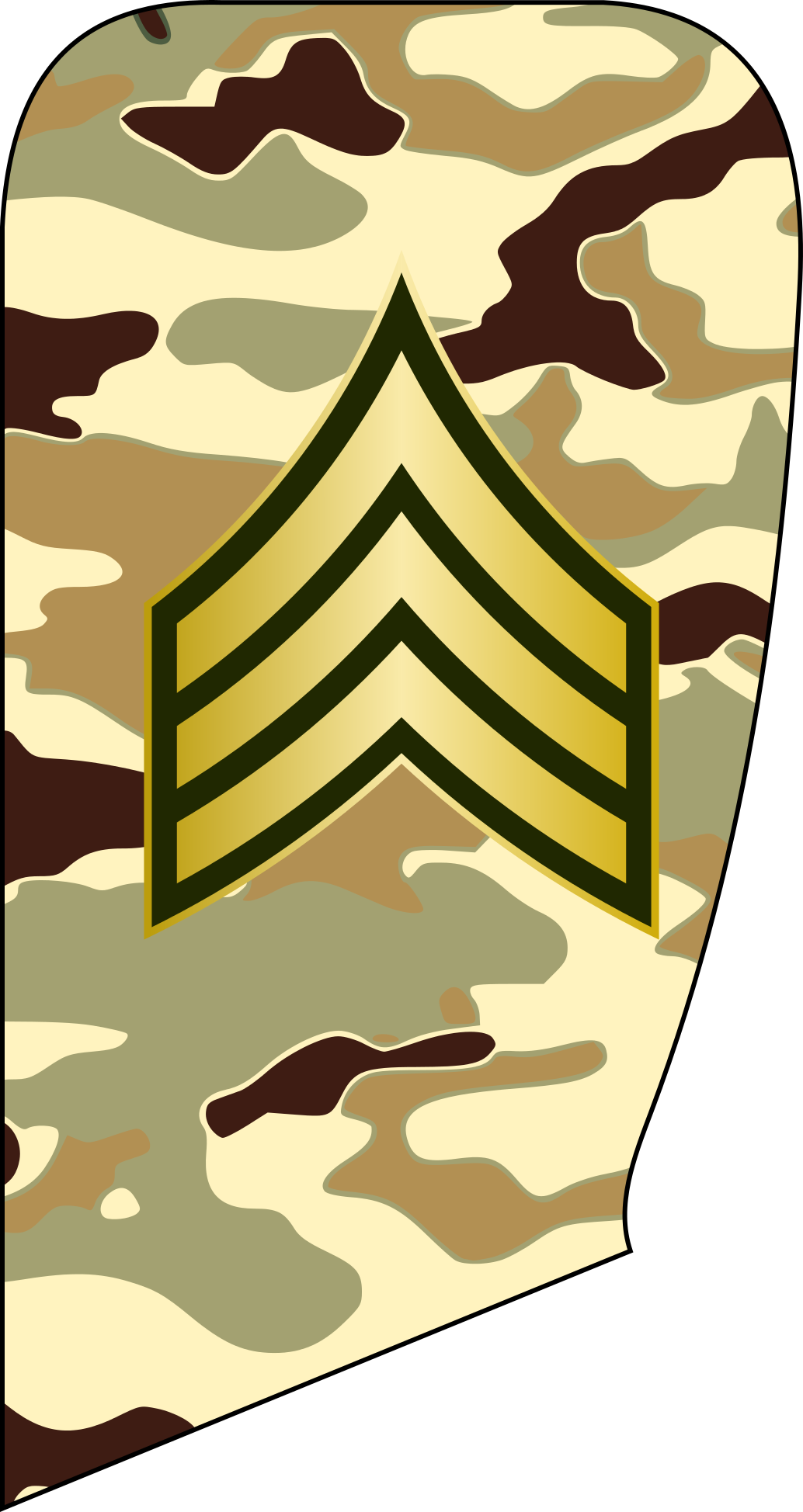
گروهبان یکم
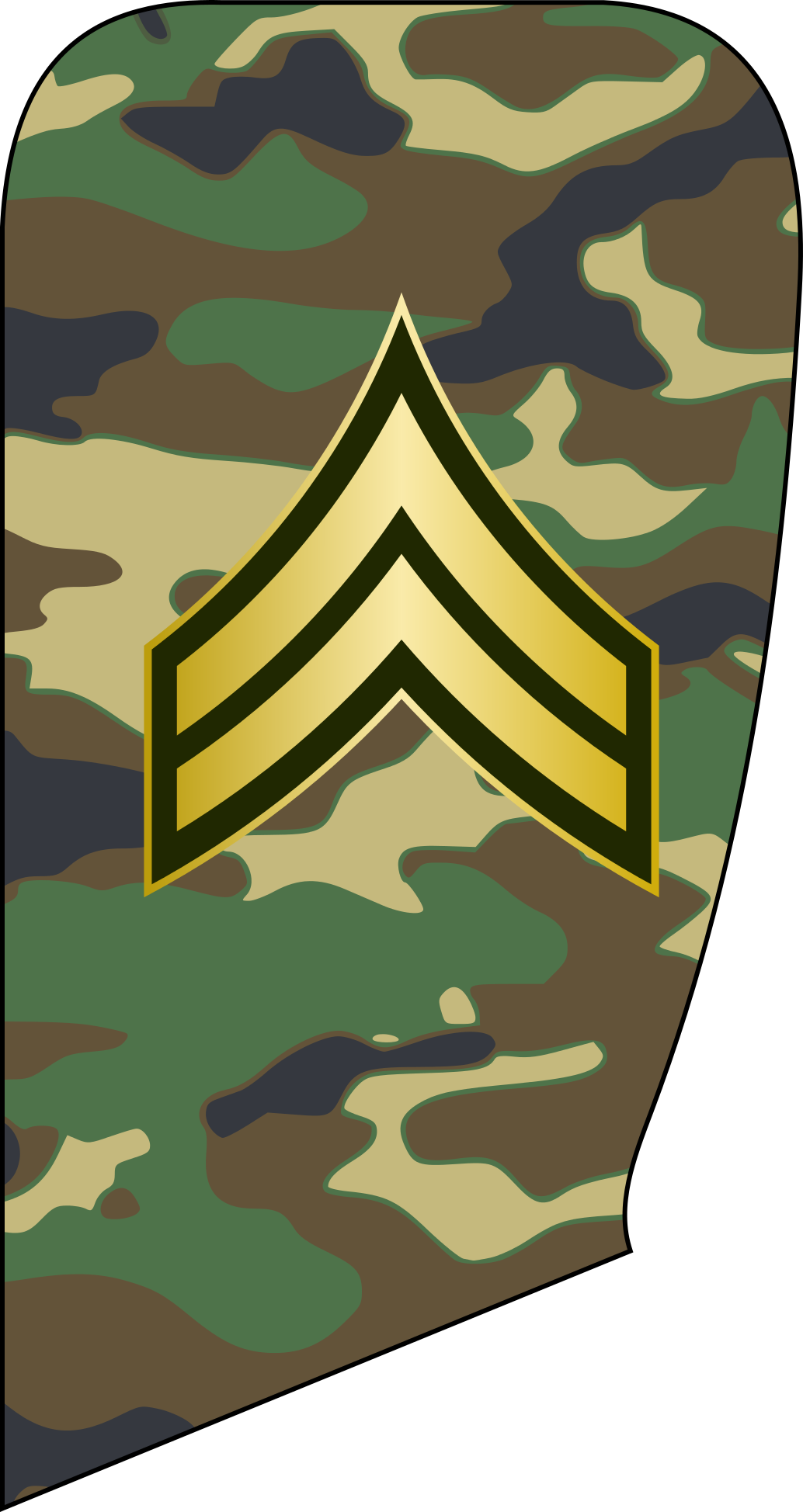
گروهبان دوم
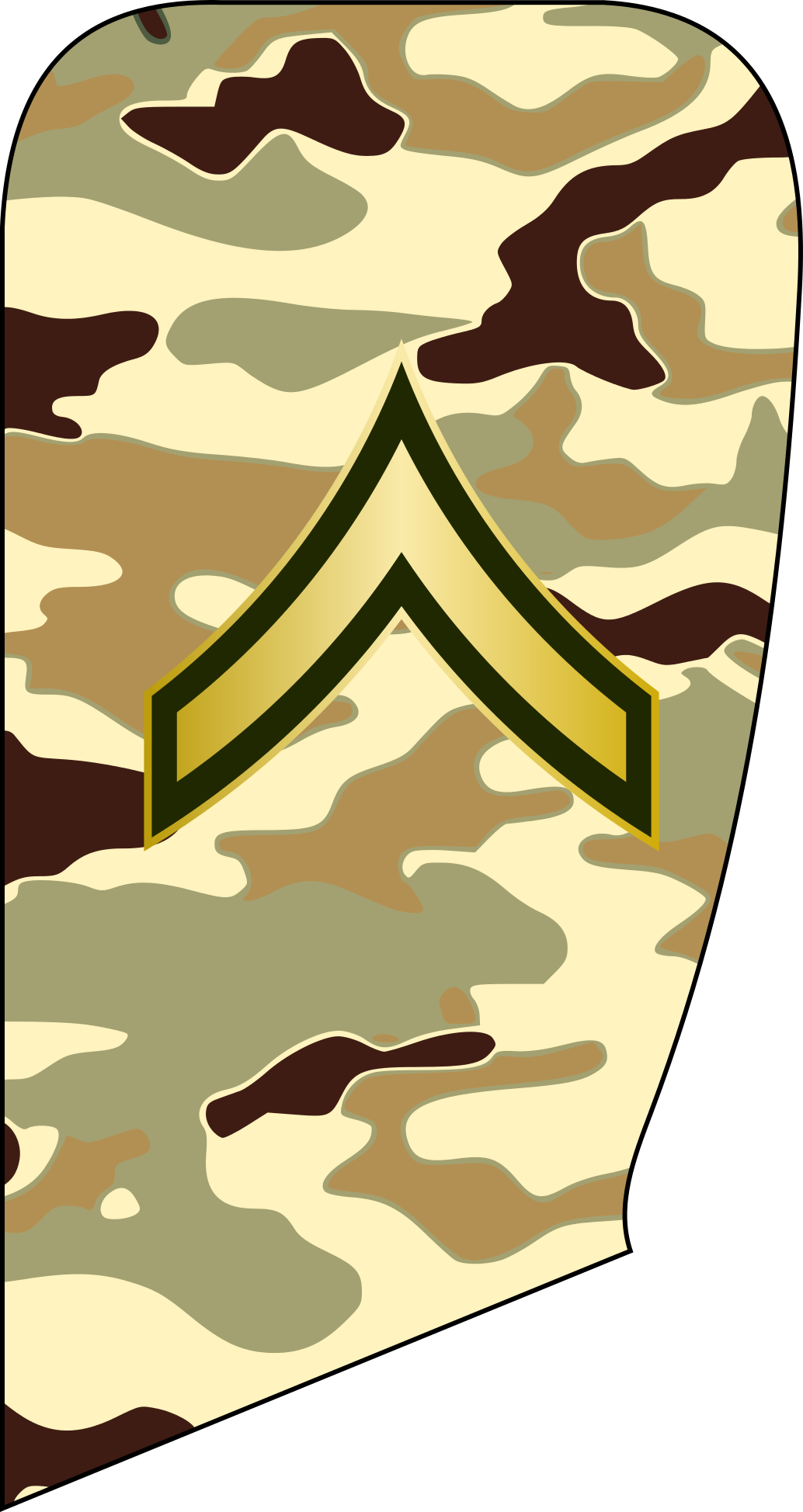
گروهبان سوم